# Кузнецова, Тамара Викторовна
Тамара Викторовна Кузнецова (17 сентября 1939, Дно, Ленинградская область — 10 февраля 2021, Санкт-Петербург) — тепличница совхоза «Ленинградский» Тосненского района Ленинградской области, полный кавалер ордена Трудовой Славы (1991).

## Биография
Родилась 17 сентября 1939 года в городе Дно Псковского округа СССР (ныне Псковской области России).
Рано осталась без родителей — в годы Великой Отечественной войны погиб отец, а в 1951 году умерла мать. Окончив Высканскую семилетнюю школу под городом Дно, поступила в сельскохозяйственный техникум. В 1957 году устроилась тепличницей в совхоз «Тепличный» Тосненского района Ленинградской области, на базе которого в 1971 году было образовано производственное объединение «Лето». Перенимая опыт лучших мастеров, добивалась высоких урожаев овощей. Выращивала огурцы на площади 460 квадратных метров и получала урожай по 16 килограммов с одного квадратного метра. Все операции делала вручную с утра и до позднего вечера. В 1976 году получила по 32 килограмма огурцов и по 9 килограммов помидоров с одного квадратного метра. В последующие годы постоянно увеличивала производство овощей.
Указами Президиума Верховного Совета СССР от 23 декабря 1976 года и от 6 июня 1984 года награждена орденами Трудовой Славы 3-й и 2-й степеней.
К 1991 году ежегодно получала по 30-35 килограммов огурцов и 9-9,5 килограммов помидоров с одного квадратного метра тепличной площади.
Указом Президента СССР от 25 октября 1991 года Кузнецова Тамара Викторовна награждена орденом Трудовой Славы 1-й степени. Стала полным кавалером ордена Трудовой Славы.
В дальнейшем вышла на заслуженный отдых.
Жила в Московском районе Санкт-Петербурга. Умерла 10 февраля 2021 года.

## Награды
Награждена орденами Трудовой Славы 1-й, 2-й, 3-й степеней:
3 ст. 14.02.1975 № 19532
2 ст. 16.12.1980 № 4135
1 ст. 05.12.1985 № 167
- медалями, в том числе медалями ВДНХ СССР, знаками «Ударник пятилетки», «Победитель социалистического соревнования»[1].